# Lioudmila Keldych
Pour les articles homonymes, voir Keldych.
Lioudmila Vsevolodovna Keldych (en russe : Людмила Всеволодовна Келдыш) (1904-1976) est une mathématicienne russe, connue pour ses travaux en théorie des ensembles et en topologie géométrique.

## Biographie
Lioudmila Vsevolodovna Keldych est née le 12 mars 1904, à Orenbourg en Russie, de Mariya Alexandrovna (née Skvortsova) et Vsevolod Mikhaïlovitch Keldych. Sa famille est issue de la noblesse russe et la Révolution russe leur a occasionné des difficultés en raison de leur patrimoine. Parce que son père est un expert en construction pour les militaires, ils ont souvent déménagé et elle vit à Helsinki entre 1905 et 1907, puis à Saint-Pétersbourg jusqu'en 1909, et a ensuite déménagé à Riga, en Lettonie. Vsevolod occupe un poste à l'Institut polytechnique de Riga, jusqu'à l'invasion allemande de 1915, qui force la famille à fuir à Moscou, où ils vivent dans le District de Lossinoostrovski. Keldych termine ses études à Ivanovo, où la famille a déménagé en 1918. Elle continue ses études à l'université d'État de Moscou, où elle est diplômée en 1925. Lors de ses études, elle rejoint le groupe de recherche de Nikolaï Louzine en 1923, tout comme Piotr Novikov, qu'elle épouse. Louzine publie la première théorie mathématique de Lioudmila Keldych, dont une évaluation à l'aide de fractions continues de la hiérarchie de Borel en 1930.
Keldych commence à enseigner en 1930 à l'Institut d'aviation de Moscou . À cette époque, elle a son premier fils, Leonid Veniaminovitch Keldych (Келдыш, Леонид Вениаминович (ru)) en 1931. En 1934, elle quitte l'Institut d'aviation et commence à enseigner à l'Institut de l'Académie des sciences de Russie, où elle se spécialise dans la théorie des ensembles. Cette même année, elle épouse Novikov et publie trois articles: On the Homeomorphism of Canonical Elements of the 3rd Class; On Simple Functions of Class a et On the Structure of B Measurable Functions of Class a. L'année suivante, Staline commence ses purges et Keldych perd à la fois un oncle et un neveu, et ses parents sont tous deux arrêtés, puis bien plus tard, libérés. Dans les années suivantes, elle a deux fils, Andrei Petrovich Novikov et Sergei Petrovich Novikov, qui deviendront tous deux des mathématiciens notables. Elle continue ses recherches sur les ensembles de Borel et en 1941, soutient sa thèse, mais avant qu'elle reçoive son diplôme, la famille doit fuir l'avancée des troupes allemandes. La majeure partie de la faculté de l'Institut de l'Académie des Sciences est considérée comme des personnes évacuées, quand elles sont arrivées dans la ville de Kazan, mais Keldych et ses trois fils sont traités comme des réfugiés. Ils trouvent un logement dans la salle de sport de l'Université de Kazan avec plusieurs centaines d'autres réfugiés, jusqu'à ce que Novikov arrive et la famille reçoit un dortoir. Novikov est malade et doit être opéré, laissant Keldych faire la navette entre la chambre d'hôpital de son mari et le dortoir de ses enfants.
Fin 1942, ils sont en mesure de retourner à Moscou. Keldych a eu pendant ce temps deux filles, Nina puis Elena. Elle publie un livre, On the structure of measurable sets B en 1944, suivi en 1945 de Open mappings of A-sets, qui marquent un tournant dans son travail. Elle est également en mesure, en 1945, de publier sa thèse, et à partir de ce moment, son travail s'est concentré davantage sur la topologie géométrique. Elle continue à publier du milieu des années 1940 aux années 1960. Les recherches de Keldych sont honorées à plusieurs reprises au cours de cette période et elle reçoit l'Ordre du Drapeau rouge du Travail, l'Ordre de la Gloire maternelle 2e degré et, en 1958, elle reçoit le Prix du Præsidium du Soviet suprême. En 1964, Keldych est nommée professeur à l'Université d'État de Moscou et, en 1966, elle publie le livre Topological embeddings into Euclidean space afin d'aider les étudiants à comprendre ses conférences. Elle enseigne jusqu'en 1974, date à laquelle elle démissionne pour protester contre l'expulsion d'un de ses élèves. À l'époque, Novikov est malade et il décède en janvier 1975. Elle est morte un an et un mois plus tard, le 16 février 1976 à Moscou.
Son frère Mstislav Keldych est également un mathématicien réputé.